# Nørron suite
Norrøn suite (Nederlands: Noordse suite) is een suite gecomponeerd door Alf Hurum. De werkjes zijn gebaseerd op Noordse volksliedjes. Op het titelblad staat het gedicht "Kjertsi og Bergjekongen" afgedrukt. Hurum gaf het werk in mei 1920 in eigen beheer uit samen met haar twee voorgangers, maar kreeg geen goede kritieken. Met zijn muziek keerde Hurum terug naar het impressionisme en daar zat muzikaal Noorwegen niet op te wachten. De voorkeur ging toen uit naar Noorse volksmuziek, meer op Duitse leest geschoeid. De Norrøn suite was het laatste voltooide werk voor piano van Hurum, voordat hij zich in de Verenigde Staten aan de schilderkunst begon te wijden.
De delen zijn gerelateerd aan strofen van het afgedrukte gedicht:
- Moderato e expressivo
- Allegro
- Moderato e espressivo
- Allegro ma non troppo
- Moderato e patetico
- Tempo di valse
- Andantino